# Plemyria japonica
Plemyria japonica är en fjärilsart som beskrevs av Inoue 1955. Plemyria japonica ingår i släktet Plemyria och familjen mätare. Inga underarter finns listade i Catalogue of Life.